# جون بول تايلور
جون بول تايلور هو سياسي أمريكي، ولد في 24 أغسطس 1920 في تشامبرينو ‏ في الولايات المتحدة. نشط حزبياً في الحزب الديمقراطي. وقد انتخب عضو مجلس نواب نيومكسيكو ‏.